# Лекобале (Чхороцкуский муниципалитет)
Лекобале (груз. ლექობალე) — село в Грузии, на территории Чхороцкуского муниципалитета края (мхаре) Самегрело-Верхняя Сванетия.

## География
Село находится в западной части Грузии, к северу от реки Чога (левый приток Очхомури), на расстоянии приблизительно 8 километров (по прямой) к северо-востоку от города Чхороцку, административного центра муниципалитета. Абсолютная высота — 357 метров над уровнем моря.

## Население
По результатам официальной переписи населения 2014 года в Лекобале проживало 76 человек (40 мужчин и 36 женщин). В национальной структуре населения грузины составляли 100 %.
| Год  | Население, человек |
| ---- | ------------------ |
| 2002 | 83                 |
| 2014 | ↘ 76               |